# Bắc Thủy
Bắc Thủy là một xã thuộc huyện Chi Lăng, tỉnh Lạng Sơn, Việt Nam.
Xã Bắc Thủy có diện tích 33,02 km², dân số năm 1999 là 2.227 người, mật độ dân số đạt 67 người/km².
Theo thống kê năm 2019, xã Bắc Thủy có diện tích 33,02 km², dân số là 2.023 người, mật độ dân số đạt 61 người/km².